# Sorgsenhet

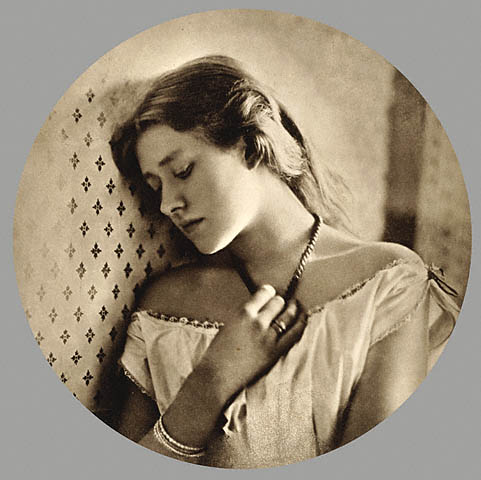
"Sadness", porträtt av Ellen Terry, fotografi av Julia Margaret Cameron (1864).

Sorgsenhet är en känsla som karakteriseras av upplevelsen av sorg, personlig nackdel, hjälplöshet och ilska. Sorgsna personer blir ofta nedstämda, känslosamma och mindre energiska. 
Sorgsenhet kan ses som en tillfällig humörsänkning till skillnad från depression som karakteriseras av en mer permanent nedstämdhet, vilket också påverkar personens förmåga att fungera i dagliga sammanhang. 

## Behandling
Sorgsenhet upplevs av många som en olustig känsla, som borde medicineras. Folk som upplever sorgsenhet, till exempel efter en nära anhörigs död, råds därför ofta att söka medicinsk hjälp snarare än att det är en naturlig reaktion som går över. [källa behövs]